# Chocoladesigaret

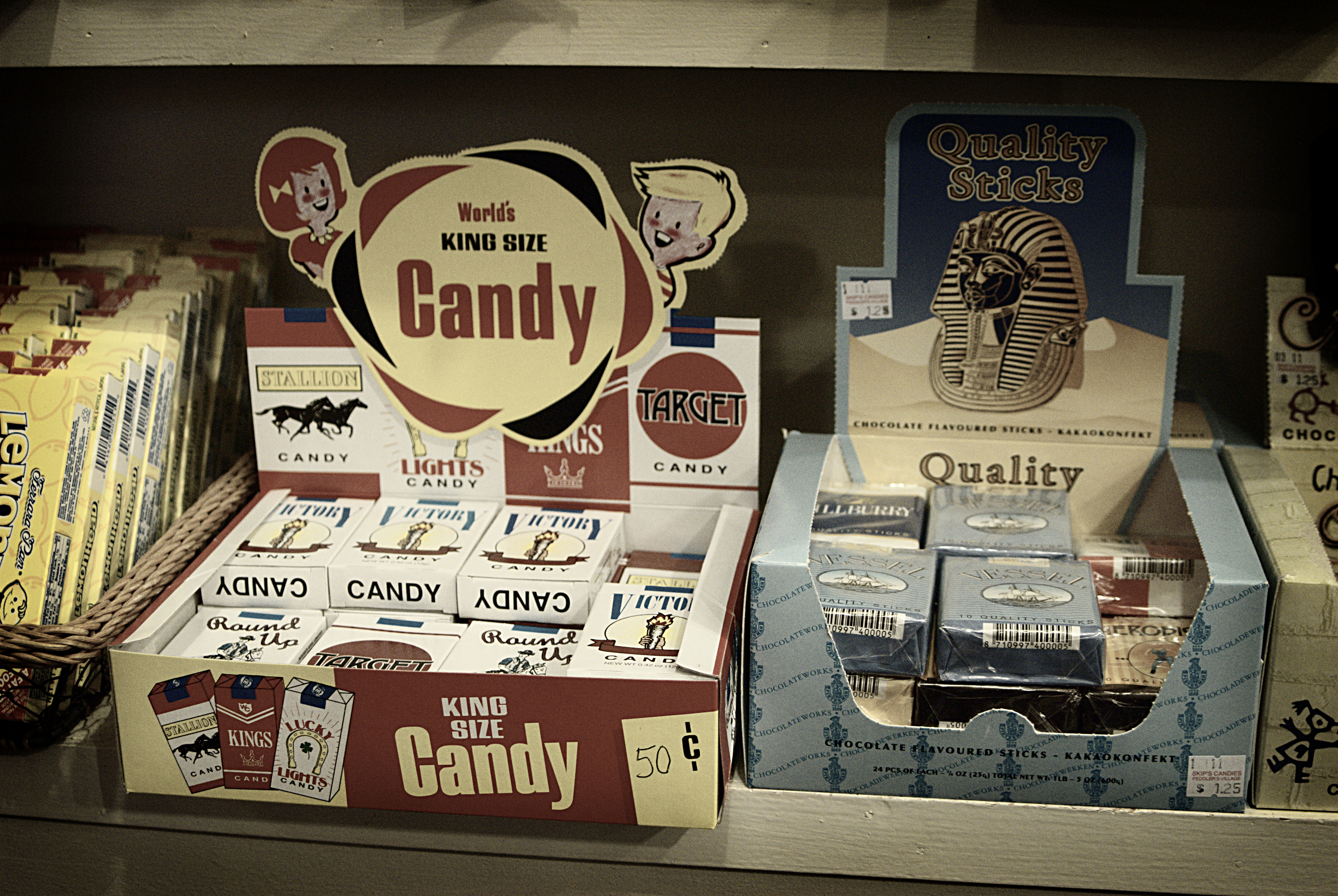
Pakjes chocoladesigaretten

Chocoladesigaretten zijn chocoladestaafjes omhuld met papier, die eruitzien als echte sigaretten. Ze worden verkocht in een echt lijkend sigarettenpakje met een nagemaakte banderol. De merknamen lijken meestal op grote sigarettenmerken en hun logo's, zoals Pell Mell, Guitare en Regent. Het snoepgoed is voornamelijk bestemd voor kinderen en jongeren.
Aan het begin van de 20e eeuw kwamen de eerste chocoladesigaretten op de markt.
In Nederland en België werden chocoladesigaretten vaak tijdens het sinterklaasfeest geconsumeerd.

## Kritiek
Uit Amerikaans onderzoek is gebleken dat mensen, die als kind chocoladesigaretten aten, dubbel zoveel risico's lopen om rokers te worden als diegenen, die zonder deze vorm van chocolade opgroeiden. In 2002 adviseerde de Raad van de Europese Unie om de verkoop van eetwaren en speelgoed in de vorm van tabaksproducten te verbieden, omdat het kinderen zou aanzetten tot roken. Ook in artikel 16 van de kaderovereenkomst ter bestrijding van het tabaksgebruik (Framework Convention on Tobacco Control) van de Wereldgezondheidsorganisatie (WHO) wordt een verbod aanbevolen.

## Beteugeling
In 2000 deed de Belgische minister van volksgezondheid Magda Aelvoet een oproep aan de snoepgoedsector om zelfregulerend op te treden en chocoladesigaretten uit de rekken te houden. Sommigen stelden het voor alsof ze een verbod had willen opleggen. Dit ging dan weer een eigen leven leiden als een schoolvoorbeeld van ongebreidelde regeldrift.
Een effectief verbod werd voorgesteld in 2013 door CdH-Kamerleden Catherine Fonck en Mie-Jeanne Nyanga-Lu.